# Pb (lok)
Pb-loken var två elektrolok inom Statens Järnvägar (SJ) som användes för att dra persontåg vid Malmbanan från år 1922. Pb-loken byggdes ursprungligen som dubbellok, med axelföljden 2’B+B2’. År 1937 genomgick Pb-loken en radikal ombyggnation och ändrades till fyra enkellok med axelföljden 1’C1’.

## Pb som dubbellok 1922-37
Prestandamässigt motsvarade inte loket de förväntningar SJ hade med avseende på dragkraft, gångegenskaper och topphastighet. Loket hade en benägenhet att slira i samband med igångsättning av tåg, framför allt den bakre lokhalvan. Förarpersonalen kunde endast med svårighet föra fram loket i 75 km/h, trots en största tillåten hastighet på 100 km/h. I ett av dubbelloken, nr 52/53, flyttades löphjulsboggierna fram 500 mm i syfte att förbättra gångegenskaperna, samt att höja drivaxeltrycket. Senare arrangerades lokhalvorna om, så att en modifierad lokhalva kopplades till en icke-modifierad. Med det nya arrangemanget krävde förarpersonalen att loken vändes vid ändstationerna, så att den modifierade lokhalvan alltid gick först. När Ds-loken sattes in i persontågstrafiken på Malmbanan 1929, fick Pb-loken en mer undanskymd roll. Vid mitten av 1930-talet beslöt SJ att bygga om dubbelloken till enkellok. Pb-loket var den andra loktypen, efter Od, som fick en lokkorg byggd i trä och täckt med teakpanel, en design som återkom i Oe-, Of- och de tidiga D-loken.

## Pb som enkellok 1937-60
I samband med ombyggnationen till enkellok fick Pb en ny huvudtransformator, nya kuggväxlar samt en korg byggd i stål. Drivhjul och drivmotorer bibehölls. Lokets nya utseende påminde om D-loken. När de mer kraftfulla Dk-loken sattes in i persontågstrafiken på Malmbanan under 1940-talet förflyttades Pb-loken till persontrafiken i Malmö. Efter en del tekniska missöden under 1950-talet slopades och skrotades samtliga lok 1960.

## Tabell (huvuddata)
| HUVUDDATA och FÖRVALTNING  | HUVUDDATA och FÖRVALTNING  | HUVUDDATA och FÖRVALTNING | HUVUDDATA och FÖRVALTNING |
| -------------------------- | -------------------------- | ------------------------- | ------------------------- |
| Version                    | Version                    | PbI dubbellok             | PbII enkellok             |
| Axelanordning och spårvidd | Axelanordning              | 2'B+B2'                   | 1'C1'                     |
| Axelanordning och spårvidd | Spårvidd                   | 1435 mm                   | 1435 mm                   |
| Motorer                    | Antal                      | 4                         | 2                         |
| Motorer                    | Beteckning                 | SJ 1303                   | SJ 1303                   |
| Motorer                    | Typ                        | Kommutator                | Kommutator                |
| Motorer                    | Timeffekt per motor        | 565 hk                    | 565 hk                    |
| Motorer                    | Timvarvtal                 | 455 rpm                   | 455 rpm                   |
| Motorer                    | Maxvarvtal                 | 840 rpm                   | 840 rpm                   |
| Transmission               | System                     | Kuggväxel + koppelstång   | Kuggväxel + koppelstång   |
| Transmission               | Utväxling                  | 61:109                    | 53:109                    |
| Transmission               | Utväxlingsförhållande      | 1:1,79                    | 1:2,06                    |
| Dimensioner                | Löphjulsdiameter           | 970 mm                    | Uppgift saknas (†)        |
| Dimensioner                | Drivhjulsdiameter          | 1350 mm                   | 1350 mm                   |
| Dimensioner                | Längd över buffertar       | 21400 mm                  | 13930 mm                  |
| Dimensioner                | Hjulbas                    | 16200 mm (‡)              | 9400 mm                   |
| Elsystem                   | Linjespänning              | 15 kV växelström          | 15 kV växelström          |
| Elsystem                   | Linjefrekvens              | 15 eller 16⅔ Hz           | 15 eller 16⅔ Hz           |
| Elsystem                   | Transformatoruttag (†††)   | 4 per halvlok             | 5                         |
| Elsystem                   | Kontrollerns körlägen      | 0-½-1-2-...-10 (††)       | 0-½-1-2-...-13            |
| Elsystem                   | Reglering                  | Kontaktorer, nedsides     | Kontaktorer, nedsides     |
| Vikter                     | Tjänstevikt                | 124000 kg                 | 74600 kg                  |
| Vikter                     | Adhesionsvikt              | 62800 kg (‡)              | 44900 kg                  |
| Vikter                     | Största axeltryck          | 15700 kg (‡)              | 15200 kg                  |
| Prestanda                  | Startdragkraft             | 18300 kg (‡‡)             | 10800 kg (†‡)             |
| Prestanda                  | Största tillåtna hastighet | 100 km/h                  | 100 km/h                  |
| Prestanda                  | Timeffekt                  | 2260 hk                   | 1130 hk                   |
| Prestanda                  | Max vagnvikt               | 500 ton                   | 300 ton                   |
| Förvaltning                | Tillverkare, mekanisk del  | ASJ                       | ASJ                       |
| Förvaltning                | Tillverkare, elektrisk del | ASEA                      | ASEA                      |
| Förvaltning                | Operatör                   | SJ                        | SJ                        |
| Förvaltning                | Leverans                   | 1922                      | 1937                      |
| Förvaltning                | Slopning                   | 1937 (Ombyggd till PbII)  | 1960 (‡†)                 |

†) Troligtvis samma diameter som PbI (970 mm).

‡) Gäller ursprungsvärdet. I ett av dubbelloken, Pb nr 52/53, flyttades löphjulsboggierna fram 500 mm, vilket ledde till att värdet ökades.

††) Mellan varje huvudläge fanns ett övergångsläge för separat uppkoppling av drivmotorströmmen i den bakre lokhalvan.

‡‡) Kungliga Järnvägsstyrelsen angav 16000 kg i startdragkraft. Tabellvärdet är baserat på max tillåten motorström enligt Nordin. 

†‡) Värdet är baserat på max tillåten motorström enligt Nordin.

‡†) Samtliga lok skrotades samma år.

†††) Gäller uttag för drivmotorström på sekundärsidan.